# Gorczyce (powiat olecki)
Gorczyce (dawniej niem. Gortzitzen) – wieś w Polsce położona w województwie warmińsko-mazurskim, w powiecie oleckim, w gminie Kowale Oleckie.
W latach 1975–1998 miejscowość należała administracyjnie do województwa suwalskiego.
Gorczyce lokowano jako wolną wieś 25 października 1563 roku, na części gruntów wsi Monety. Wieś lokowano pod nazwą Gartenberg (nazywana wcześniej Gorczyce). W 1563 książę Albrecht nadał Stanisławowi Regce i Piotrowi Ginie (sołtysom z Przekopki), braciom Bartoszowi, Janowi Tomkowi i Marcinowi z Golubia oraz Bartoszowi Sędkowi nowy młyn (dziedzicznie), tytułem odszkodowania za bliżej nieokreślone straty. Razem z młynem otrzymali oni też 15 włók boru w starostwie straduńskim. 
W XVIII Gorczyce były wsią szlachecką w posiadaniu Ciesielskich (szlachta polska), ale około 1800 roku przywrócono jej ponownie poprzedni stan prawny. 
Historyczna nazwę Gortzitzen w 1909 zamieniono w XX wieku na niemiecką – Gartenberg. 